# 西川红景天
西川红景天（学名：Rhodiola alsia）为景天科红景天属的植物，是中国的特有植物。分布于中国大陆的四川等地，生长于海拔3,400米至4,800米的地区，多生在山坡石缝中，目前尚未由人工引种栽培。